# Scandichrestus tenuis
Genre
Espèce
Synonymes
- Rhaebothorax pallidus Holm, 1939 nec Emerton, 1882
- Typhochrestus tenuis Holm, 1943

Scandichrestus tenuis, unique représentant du genre Scandichrestus, est une espèce d'araignées aranéomorphes de la famille des Linyphiidae.

## Distribution
Cette espèce se rencontre en Suède, en Finlande et en Russie.

## Publications originales
- Holm, 1943 : Neue Spinnen aus Schweden. Beschreibung neuer Arten der Familien Drassidae, Theridiidae, Linyphiidae und Micryphantidae. Arkiv för zoologi, vol. 31, p. 1-38.
- Wunderlich, 1995 : Zur Taxonomie europäischer Gattungen der Zwergspinnen (Arachnida: Araneae: Linyphiidae: Erigoninae). Beiträge zur Araneologie, vol. 4, p. 643-654.
- Holm, 1939 : Neue Spinnen aus Schweden. Beschreibung neuer Arten der Familien Drassidae, Theridiidae, Linyphiidae und Micryphantidae. Arkiv för Zoologi, vol. 31, no A8, p. 1-38.